# يوسف قطان
يوسف بن سالم بن محمد علي قطان كان ومن أثرياء مكة وأعيانها، تولى فيها عدة مناصب، توفي عام 1931م.
تولى مشيخة الجاوة في مكة، كما عين رئيسا لبلدية مكة عام 1331هـ مدة إمارة الشريف الحسين. كما أشرف على بناء قصر شبرا في الطائف للشريف علي باشا أمير مكة الأسبق في العهد العثماني.
وفي العهد الهاشمي عينه الشريف الحسين وكيلا للنافعة (أو ما يعني وزارة الأشغال) في الحكومة العربية الحجازية بتاريخ 7 محرم 1335هـ. وفي سنة 1336هـ افتتح شارع على طراز حديث من شارع المسعى إلى شارع المنشية ومنه إلى القشاشية ويضم دكاكين إلى جانبيه وكان يحمل اسم شارع اليوسفي نسبة إلى يوسف قطان.
كان في العهد السعودي من المقربين من الملك عبد العزيز، وقد عينه عضوا في مجلس الشورى ثم نائبا لرئيس مجلس الحج، وزاره في داره حينما مرض.
ابنه عباس قطان كان أول أمين للعاصمة المقدسة.